# Messor lusitanicus
Messor lusitanicus är en myrart som beskrevs av Jose Alberto Tinaut 1985. Messor lusitanicus ingår i släktet Messor och familjen myror. Inga underarter finns listade i Catalogue of Life.